# Birodar Abdoeraimov
Birodar Abdoeraimov (Russisch: Берадор Хасанович Абдураимов) (Tasjkent, 14 mei 1943) is een voormalig voetballer Oezbeeks voetballer en trainer. Als speler kwam hij uit voor de Sovjet-Unie en werd zijn naam meestal in het Russisch geschreven als Berador Abdoeraimov. 

## Biografie
Abdoeraimov begon zijn carrière bij Pachtakor Tasjkent, de Oezbeekse topclub ten tijde van de Sovjetcompetitie. In 1962 werd hij zesde met de club. In 1968 werd hij topschutter van de competitie met 22 goals en dat terwijl de club zich op een haar na van de degradatie kon redden. Hierna trok hij een seizoen naar CSKA Moskou, maar keerde daarna terug naar Pachtakor. Enkel Gennadi Denisov speelde vaker voor Pachtakor in de geschiedenis van de club en enkel Gennadi Krasnitski scoorde vaker voor de club. 
Na zijn spelerscarrière werd hij trainer en trainde Pachtakor en nog vele andere clubs en was ook een tijd bondscoach. In 1994 won hij met Oezbekistan goud op de Aziatische Spelen in Japan. 
Zijn zoon Azamat Abdoeraimov is ook een voormalig profvoetballer. 